# Lách tên miền
Lách tên miền là khả năng biến đổi ý nghĩa ban đầu tên miền đó theo ý nghĩa khác. Từ đấy tên miền được sử dụng vào những mục đích nhất định mà người sử dụng muốn truyền tải tới người xem. Người xem web cũng như người sử dụng tên miền đó sẽ ngầm hiểu được ý nghĩa khác với ý nghĩa thực ban đầu của tên miền. Ví dụ: tên miền.im là tên miền quốc gia của Đảo Man, nhưng chữ viết tắt.im có thể liên tưởng tới một từ viết tắt khác như internet messenger = tin nhắn mạng, như vậy đơn vị nào dùng tên miền này để cung cấp dịch vụ tin nhắn mạng đều có thể được, và những người truy cập trang web.im đó sẽ ngầm hiểu ý nghĩa của trang web đó.